# 大阪大学歯学部附属病院
大阪大学歯学部附属病院（おおさかだいがくしがくぶふぞくびょういん、英語: Osaka University Dental University）は、大阪府吹田市にある大阪大学歯学部附属の大学病院。大阪大学吹田キャンパスに位置する歯科専門病院である。西日本最初の国立大学歯学部附属病院である（1953年に医学部附属病院から独立）。2014年の患者数は、歯科外来220,785名、歯科入院11,908名である。

## 沿革
大阪大学医学部附属病院から分離されて設立した。
- 1953年（昭和28年）：大阪大学医学部附属病院から独立し、発足[2]
- 1983年（昭和58年）：中之島キャンパスから大阪大学吹田キャンパスに移転[2]

## 診療科
（この節の出典）
- 歯疾制御系科 
  - 保存科（歯質・歯内科）
  - 口腔治療・歯周科（口腔治療科）
  - 予防歯科（口腔保健科）
  - 小児歯科（小児歯科）
- 咬合咀嚼障害系科 
  - 口腔補綴科（第一補綴科）
  - 咀嚼補綴科（第二補綴科）
  - 矯正科（矯正科）
- 口顎病態系科 
  - 口腔外科1＜制御系＞（第一口腔外科）
  - 口腔外科2＜修復系＞（第二口腔外科）
  - 放射線科（歯科放射線科）
  - 歯科麻酔科（歯科麻酔科）
- 中央診療施設等
  - 検査部
  - 顎口腔機能治療部
  - 障害者歯科治療部
  - 口腔総合診療部
- センター
  - 一般歯科総合診療センター
  - 近未来歯科医療センター
    - 先端歯科医療部門
    - 再生歯科医療部門

  - 口唇裂・口蓋裂・口腔顔面成育治療センター
  - 国際歯科医療センター
  - 口腔がんセンター
  - 口腔インプラントセンター

## 医療機関の指定・認定
（下表の出典）
| 保険医療機関                       | 労災保険指定病院                                         |
| 生活保護法指定病院                 | 臨床研修病院                                             |
| 指定自立支援病院（更生医療）       | 外国医師又は外国歯科医師並びに外国看護師等臨床修練病院等 |
| 指定自立支援病院（育成医療）       | 特定疾患治療研究事業委託医療機関                         |
| 原子爆弾被害者一般疾病医療取扱病院 | 指定小児慢性特定疾病医療機関                             |
| 地域歯科診療支援病院               |                                                          |

- このほか、各種法令による指定・認定病院であるとともに、各学会の認定施設でもある。

## 先進医療
- 有床義歯補綴治療における総合的咬合・咀嚼機能検査[5]

### 過去
- インプラント義歯
- X線CT画像診断に基づく手術用顕微鏡を用いた歯根端切除手術

## 交通アクセス
- 大阪モノレール彩都線「阪大病院前駅」より徒歩15分[6]
- 阪急バス「阪大歯学部病院前」停留所下車[6]
- 阪急バス・近鉄バス「阪大本部前」停留所より徒歩5分[6]